# Grande assedio di Gibilterra
Il Grande assedio di Gibilterra (in spagnolo Gran asedio de Gibraltar; in inglese Great Siege of Gibraltar) fu un infruttuoso tentativo compiuto da parte della Spagna, in alleanza con la Francia, di sottrarre Gibilterra al controllo della Gran Bretagna, durante la guerra anglo-spagnola. Si trattò della più ampia operazione militare in termine di schieramenti messi in campo, specialmente con riferimento al grande assalto del 18 settembre 1782. L'episodio è inoltre ricordato per essere stato il più lungo assedio subito dalle forze britanniche, oltre a essere uno dei più estenuanti in assoluto della storia.
L'attacco e il susseguente blocco durò per tre anni, dal 1779 al 1783. Il 14 settembre 1782 gli anglosassoni distrussero le batterie galleggianti francesi e spagnole che assediavano la rocca e nel febbraio 1783 avviarono le trattative preliminari di pace, per cui lo stato di assedio cessò.

## Contesto storico
Il terzo assedio a Gibilterra eseguito dalla Spagna era stato scatenato da dispute relative agli scambi di merce tra Europa e America. Già verso la fine del 1738 le relazioni diplomatiche tra Spagna e Gran Bretagna si acuirono: su richiesta della prima, si tentò di tenere un incontro nel Palazzo Reale di El Pardo, nel gennaio dell'anno 1739, ma il Parlamento britannico non accettò la mediazione del suo ministro Robert Walpole, che si mostrava a favore di un accordo con Madrid. Poco dopo avrebbe avuto luogo la guerra dell'orecchio di Jenkins, che indusse entrambi i paesi a dichiarare guerra il 23 ottobre del 1739 e ad avviare i primi piani di costituzione di fortificazioni difensive, in particolare, trincee, davanti a Gibilterra, da sempre fonte di liti tra le due potenze. Vedendo questi primi movimenti, la Gran Bretagna ordinò al viceammiraglio Edward Vernon di salpare da Portobelo e prestare rinforzo al contingente capeggiato dall'ammiraglio Nicholas Haddock di stanza nella baia di Algeciras.
Nonostante le ostilità permanessero negli anni successivi all'esaurimento del conflitto, non si verificò una nuova lotta subito dopo. Il 9 luglio 1746 il re Filippo V morì a Madrid: il suo successore, Ferdinando VI, avviò presto trattative con la Gran Bretagna per raggiungere accordi in ambito commerciale. Anche il parlamento inglese desiderava porre fine alle acredini e vide con ottimismo persino l'annullamento dell'atto che vietava di intrattenere relazioni economiche con la Spagna e la possibilità di cedere il possesso dello stretto alla corona iberica. La conferenza tenutasi ad Aquisgrana il 18 ottobre del 1748, che pose fine alla guerra di successione austriaca, terminò con la firma di un'intesa tra Spagna, Francia, Austria, oltre che con la Gran Bretagna, assicurando a quest'ultima Gibilterra e Maiorca. La politica di neutralità adottata da Ferdinando VI terminò alla sua morte, avvenuta nel 1759. Il nuovo monarca, Carlo III, sottoscrisse nel 1761 un "patto di famiglia" con il re di Francia Luigi XV: la Gran Bretagna reagì dichiarando guerra alla Spagna, causando gravi perdite per il suo commercio marittimo, e acquisendo le città di Manila (nelle Filippine) e L'Avana (a Cuba). Due anni dopo, una volta cessate le lotte, la Spagna se ne reimpossessò in cambio dei suoi possedimenti in Florida. Pochi anni dopo, nel 1779, con il trattato di Aranjuez Carlo III si assicurò un'alleanza con la Francia contro Londra a causa dei suoi interessi comuni in America e le rimostranze che entrambe le nazioni affermavano di soffrire a causa dalla Gran Bretagna. In virtù di detto atto, entrambe le nazioni avrebbero dovuto agire di concerto per il recupero di Gibilterra, Minorca e di varie località spagnole in America. Nello stesso anno fu dichiarata guerra alla Gran Bretagna.

## Il grande assedio

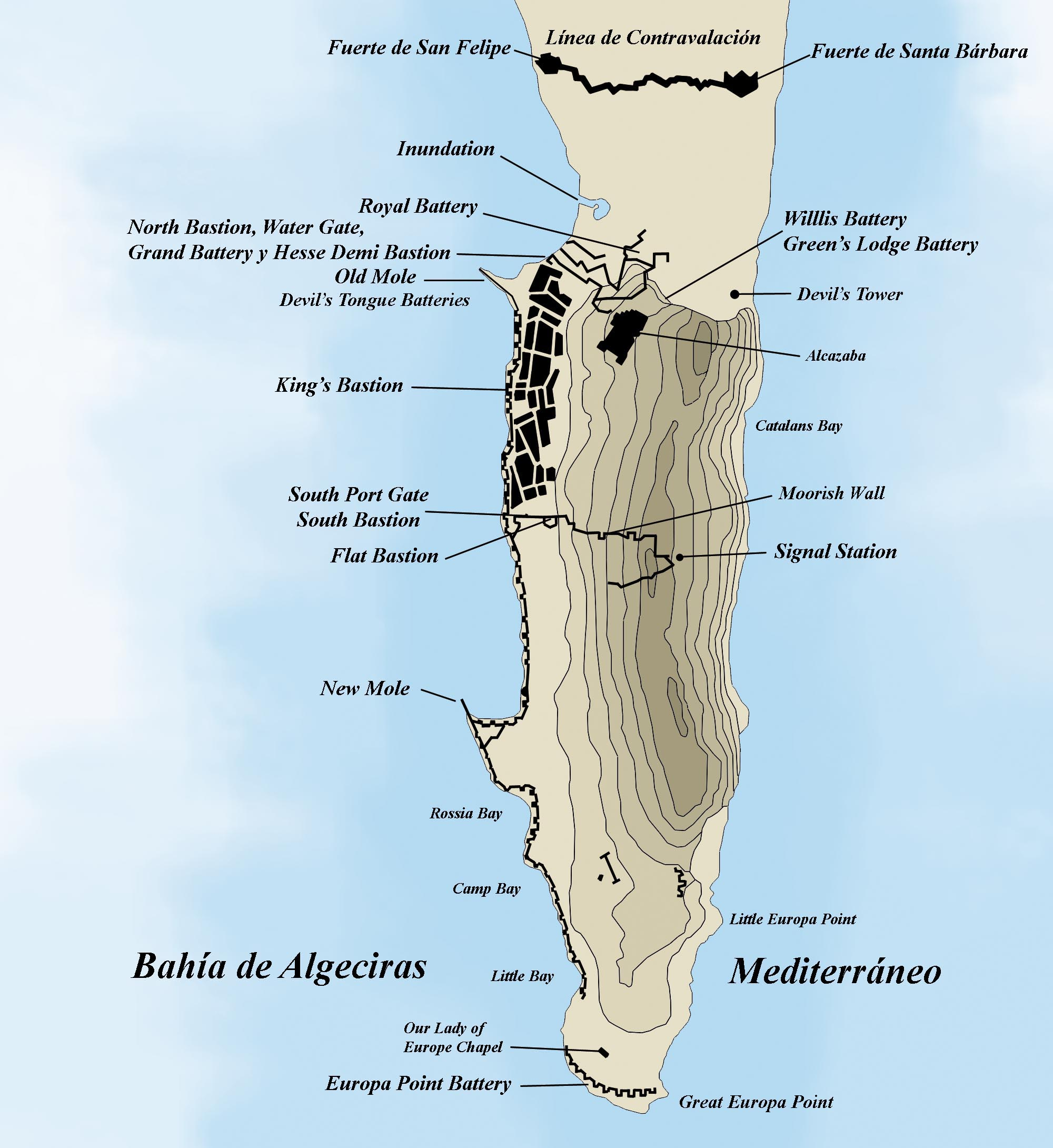
Difese di Gibilterra

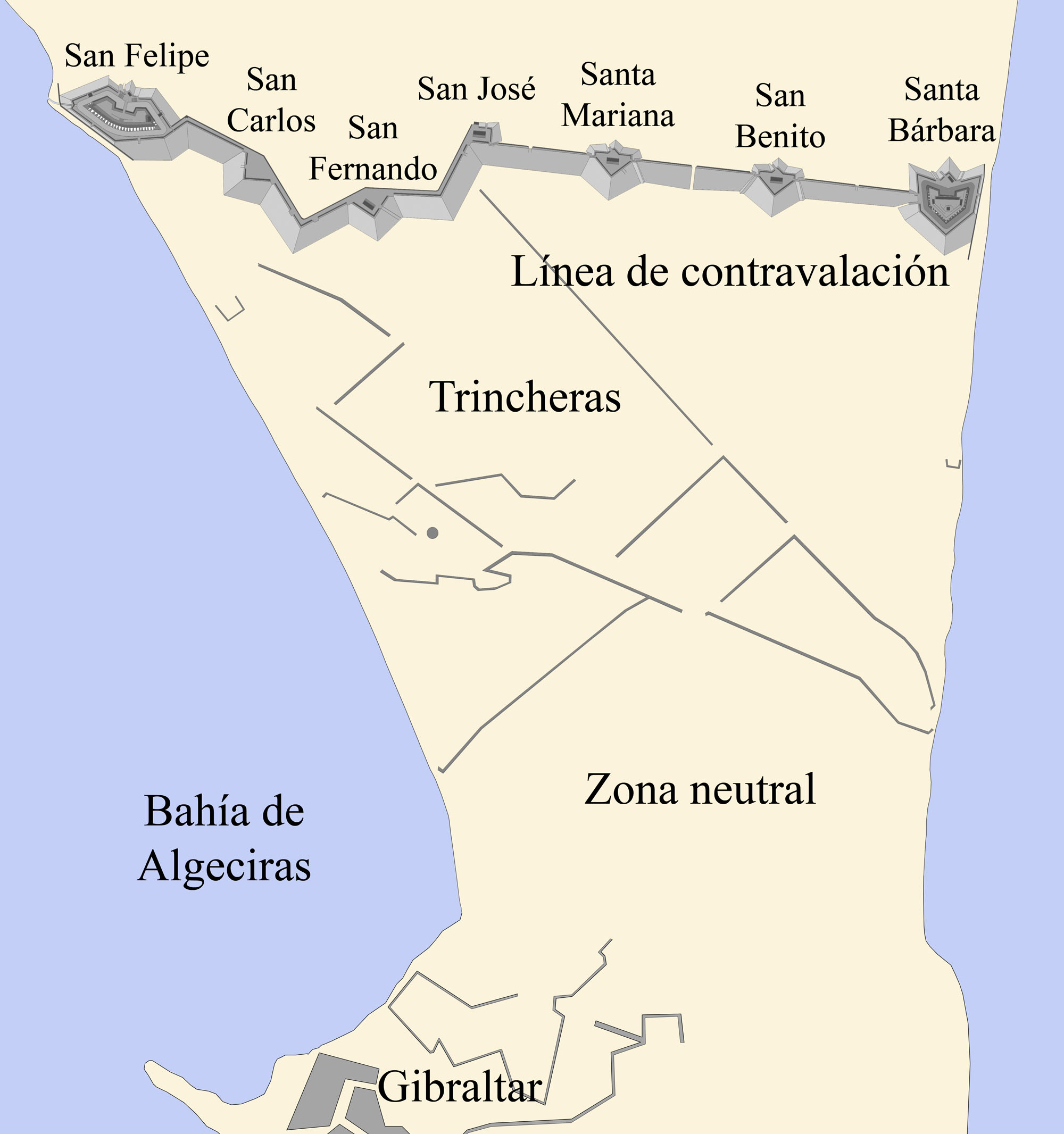
Linea di contrapposizione (o demarcazione)

Il 21 giugno 1779, il confine con Gibilterra fu chiuso dagli iberici e, al contempo, sotto la direzione del governatore di Gibilterra George Eliott venne imposta la creazione di una corte marziale. Nella zona spagnola, il blocco era guidato da Martín Álvarez de Sotomayor e le forze di terra iberiche si componevano di due battaglioni di "guardie spagnole", due valloni, mille artiglieri e dodici squadroni di cavalleria, per un totale di circa 13 000 truppe.
L'artiglieria eseguiva gli ordini di Rudesindo Tilly, mentre la cavalleria e i dragoni francesi facevano capo al marchese di Arellano. Le forze marittime che dovevano svolgere azioni di supporto e contrasto nella baia erano sotto il comando di Antonio Barceló, il cui quartier generale aveva sede ad Algeciras: il militare aveva al suo seguito anche una flotta composta da diversi sciabecchi e cannoniere. Una flotta di undici navi e due fregate si trovava di stanza nel golfo di Cadice al comando di Luis de Córdova, con l'obiettivo di impedire il passaggio dei rinforzi britannici. Fin dai primi giorni dell'assedio, si iniziarono a ricostruire le vecchie postazioni per l'artiglieria dell'istmo, che andarono a completare quelle già realizzate negli anni '30 sotto la supervisione del marchese de Verboom. Questi lavori, parte di un ambizioso progetto di fortificazione realizzato in tutta la baia di Algeciras, fortificarono in particolare l'area dell'istmo nella cosiddetta linea di contrapposizione (o demarcazione) di Gibilterra, mentre il resto della costa appariva rinforzato da un gran numero di forti e batterie che erano in grado di scagliare il fuoco contro un singolo nemico. La costruzione di questi forti e delle batterie d'artiglieria era iniziata nel 1729, suscitando delle perplessità da parte delle autorità di Gibilterra durante gli anni seguenti. Nel mese di ottobre, 20 000 uomini arrivarono in zona radunandosi in un punto di ritrovo ancora oggi chiamato Campamento, nei dintorni del forte di Punta Mala. L'artiglieria doveva posizionarsi nell'area di La Atunara, vicino all'omonima postazione difensiva e più a ridosso del confine settentrionale.
Il governatore di Gibilterra, sir George Augustus Eliott, aveva a sua disposizione 5 382 uomini, mentre l'ammiraglio Robert Duff, sempre di stanza presso lo stretto, una flotta composta da una nave da guerra, tre fregate e una goletta. La città scaricò il fuoco sui lavori di riparazione del forte il 12 settembre dalle postazioni di Green's Lodge, Wills e Queen Charlotte, vicino agli assedianti. La contro risposta iberica avvenne in maniera immediata e presto le batterie dell'istmo aprirono il fuoco su quelle situate alle pendici della roccia.
Il fulcro principale dell'assalto non riguardò però l'azione dell'artiglieria e un'aggressione frontale; questo tipo di strategia si era già dimostrata insufficiente nei precedenti assedi del 1704 e del 1727. Il blocco dei rifornimenti alla città costituiva un passaggio fondamentale, poiché nei precedenti tentativi di conquista era stato dimostrato che finché l'avamposto avrebbe disposto di viveri sarebbe stato in grado di resistere. In questo modo, durante le prime settimane, la flotta di Juan de Lángara y Huarte, situata in prossimità dello stretto, riuscì ad evitare l'arrivo di aiuti a Gibilterra, tanto che dopo pochi mesi la situazione all'interno delle mura si fece difficilmente sostenibile. Dalla città, la corte marziale aveva garantito, non appena nota la chiusura del confine, i contatti con il regno del Marocco per ricevere i rifornimenti necessari dai vicini porti nordafricani.

### Fallimento dei negoziati

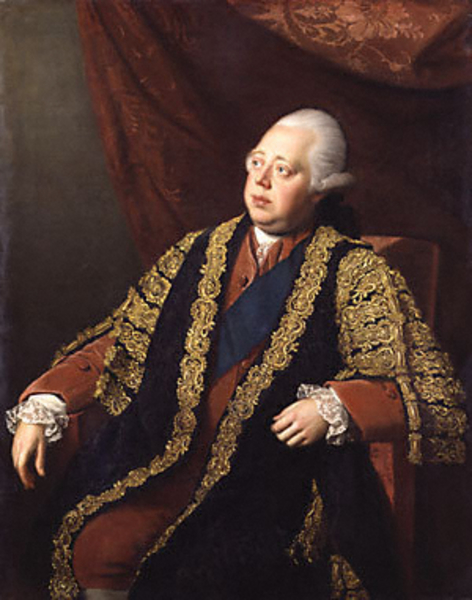
Lord North, primo ministro britannico dal 1770 al 1782

Nell'ottobre 1779 iniziarono i negoziati tra i governi spagnolo e britannico, al fine di esaurire i dissapori tra le due fazioni, essendo tra l'altro a quel tempo appena iniziata la guerra d'indipendenza nelle Tredici colonie, la quale non avvantaggiava affatto gli inglesi. Tramite il commodoro Johnstone, furono inviate comunicazioni al conte di Floridablanca per far sapere al governo spagnolo che Lord North, primo ministro del Regno Unito, era disposto a negoziare con Gibilterra per raggiungere una tregua. A partire dal 29 dicembre 1779, si tennero incontri tra Floridablanca e il chierico irlandese Hussey. Al suo ritorno a Londra, fu concordato che una cessione avrebbe avuto luogo solo se la Spagna avesse accettato di cedere alla Gran Bretagna le isole di Porto Rico, la fortezza di Omoa, un porto e un'area di estensione sufficiente nella baia di Orano oltre all'acquisto delle unità di artiglieria esistenti a Gibilterra e al risarcimento delle spese di fortificazione che erano state effettuate in città. Questi punti preliminari furono comunicati ai ministri britannici, rigettando fermamente la cessione dell'avamposto a qualsiasi titolo e mettendo in dubbio la capacità del commodoro Johnstone di mediazione tra i due paesi. Quando gli esiti delle deliberazioni vennero comunicati al ministro spagnolo, questi accettò di proseguire i dialoghi, accantonando la questione di Gibilterra. Le nuove pretese britanniche prevedevano che la Spagna rompesse i suoi legami di amicizia con la Francia: i termini, tuttavia, andarono totalmente respinti da Floridablanca.

### L'approvvigionamento di Gibilterra

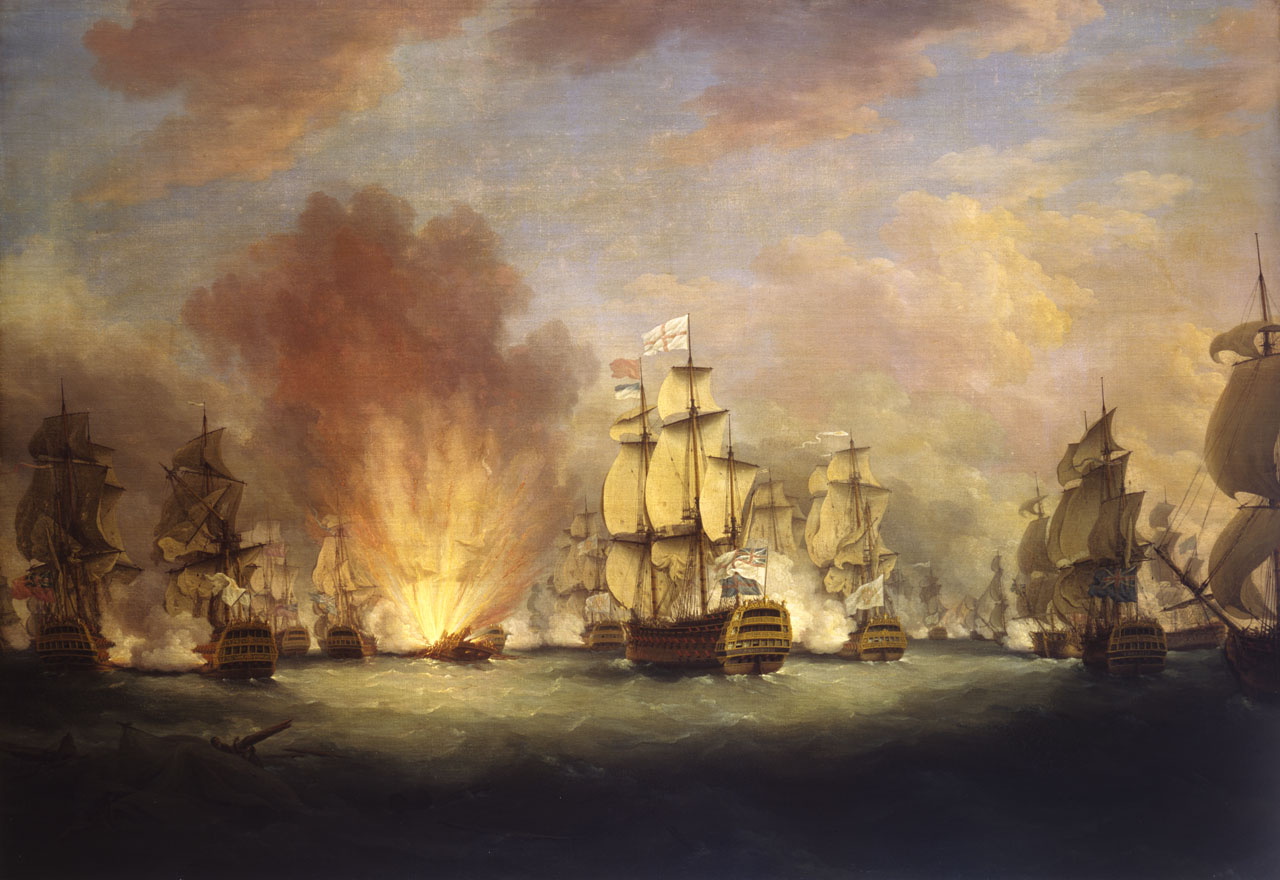
La battaglia al chiaro di luna al largo di Capo San Vincenzo, 16 gennaio 1780, di Richard Paton (1717-1791)

In città la fame cominciò a farsi sentire sugli assediati, mentre le autorità di Gibilterra attendevano l'arrivo dell'ammiraglio George Brydges Rodney che era salpato all'inizio del 1780 da Londra con l'ordine di sbarcare nel porto della città a tutti i costi. Il cibo, in particolare il pane, scarseggiava, mentre i beni di prima necessità erano forniti a prezzi esorbitanti in quel momento. Malgrado varie navi fossero riuscite a portare cibo nello stretto dal Marocco, molti gibilterrini cominciavano a patire gli effetti di una cattiva alimentazione.
Il 16 gennaio la flotta che doveva rifornire la città assediata, composta da 21 navi di linea, avvistò le undici imbarcazioni che, al comando di Lángara, sostavano nei pressi di Cabo de São Vicente, allo scopo di impedire il passaggio di navi britanniche. Gli spagnoli non furono in grado di notare il gran numero di navi che si avvicinavano ad essi a causa della fitta nebbia che stava interessando la zona in quel momento; quando si riuscì finalmente a confermare la superiorità degli inglesi, Lángara scelse di ritirarsi fino a Cadice prima di affrontare il nemico. Le navi britanniche intrapresero l'inseguimento di Lángara convinte del vantaggio che possedevano. Alle quattro del pomeriggio di quel 16 gennaio, entrambe le flotte si lanciarono in combattimento, nonostante il fatto che Rodney disponesse del doppio (secondo alcuni addirittura il triplo) delle unità. Dopo un'ora di feroci scontri, la spagnola Santo Domingo subì un incendio, il quale uccise tutti i suoi occupanti. Gli iberici ripiegarono verso Cadice, venendo inseguiti e intercettati in un breve lasso di tempo. Poco dopo, la nave dell'ammiraglio, la Fénix, fu circondata da un massimo di cinque vascelli britannici: il capitano fu ferito nel corso di un ammutinamento all'orecchio sinistro, vide cadere l'albero di mezzana e, constatando che si stava pure imbarcando acqua, alzò bandiera bianca. Dopo aver catturato cinque navi spagnole, l'ammiraglio Rodney giunse a Gibilterra il 18 gennaio con i rifornimenti necessari. Dopo aver lasciato diversi mezzi navali nella zona, marciò con il grosso della sua flotta verso Marbella, abbandonando le acque della baia e sfruttando il mare aperto prima del possibile arrivo dei rinforzi ostili da Cadice.

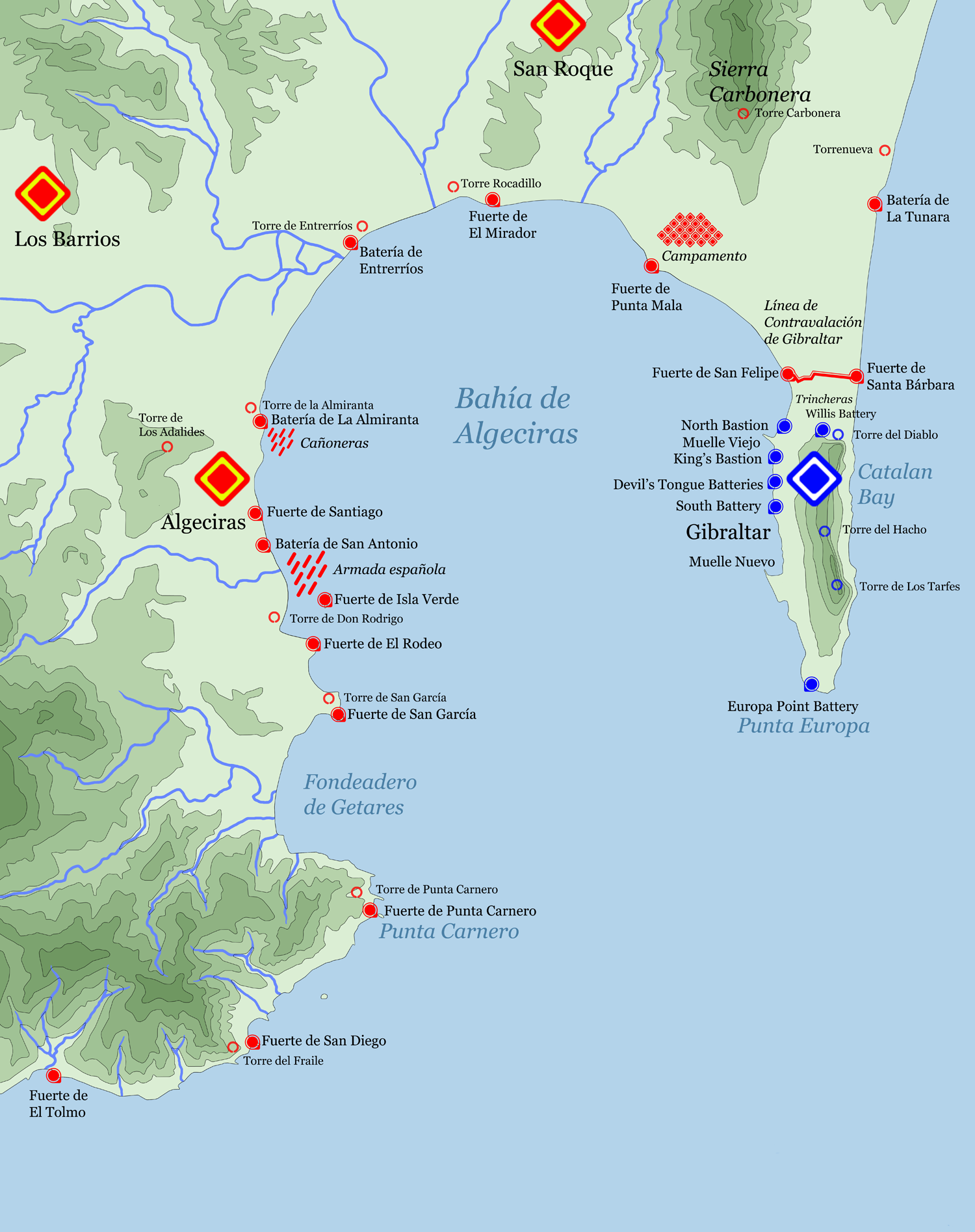
Mappa della baia di Algeciras dove sono indicate le posizioni dei forti e delle batterie spagnoli e britannici nel grande assedio

Dopo le infruttuose trattative del 1779, le azioni militari contro la città assediata aumentarono di intensità dalla metà dell'anno 1780. Le navi di rifornimento continuarono ad approdare al porto di Gibilterra e riferirono al comando sui movimenti dello squadrone spagnolo intorno alla baia di Algeciras. I lavori di riparazione nelle trincee e lo scoppio di incendi dovuti a bombardamenti erano diventati già una costante in situ, come accaduto nei precedenti assedi. Le navi ancorate al molo nord sparavano costantemente sui forti spagnoli, quindi Barceló inviò durante la notte diverse cannoniere con l'obiettivo di incendiare le imbarcazioni poste a difesa dell'avamposto. Allertati dalla Enterprise, i battelli britannici si misero all'inseguimento delle cannoniere spagnole, che dovettero rifugiarsi ad Algeciras sotto la protezione del forte di Isla Verde. Le schermaglie tra le due fazioni si sarebbero verificate specialmente durante quell'anno. L'intenso cannoneggiamento che caratterizzò i primi anni dell'assedio costrinse anche gran parte della popolazione civile di Gibilterra a rifugiarsi a punta Europa, che aveva il vantaggio di essere geograficamente lontana dalla zona colpita dalle batterie spagnole.
Cibo di ogni genere continuò ad essere inviato alla cittadella dal Marocco, nonostante lo stato di assedio marittimo che la flotta spagnola cercava di mantenere. Il 30 agosto, l'equipaggio di una chiatta marocchina informò il governatore di Gibilterra che erano stati emessi ordini dal governo centrale del paese africano per autorizzare l'assalto spagnolo a qualsiasi nave britannica che avesse raggiunto le sue coste. Per questa ragione, il 26 dicembre venne siglato un accordo tra Marocco e Spagna che prevedeva l'espulsione del console britannico dal Paese nordafricano; questi si imbarcò a Tétouan per essere condotto ad Algeciras il 28 dicembre e, da lì, all'accampamento di Barceló vicino al fiume Palmones, con tappa finale Gibilterra, raggiunta l'11 gennaio. Con l'interruzione degli approvvigionamenti dal Nord Africa, in ottobre, le forniture ricominciarono a scarseggiare a Gibilterra, insorgendo nel frattempo pure un'epidemia di scorbuto. Tuttavia, il 12 aprile del 1781 l'ammiraglio George Darby sbarcò a Gibilterra con una grande quantità di cibo stipata in un centinaio di navi da trasporto, dopo aver rotto l'assedio spagnolo. Le 28 navi e le dieci fregate che accompagnavano la spedizione riuscirono agevolmente a superare le poche cannoniere di Barceló e, conseguentemente, a rifornire l'avamposto.

## Controffensiva britannica

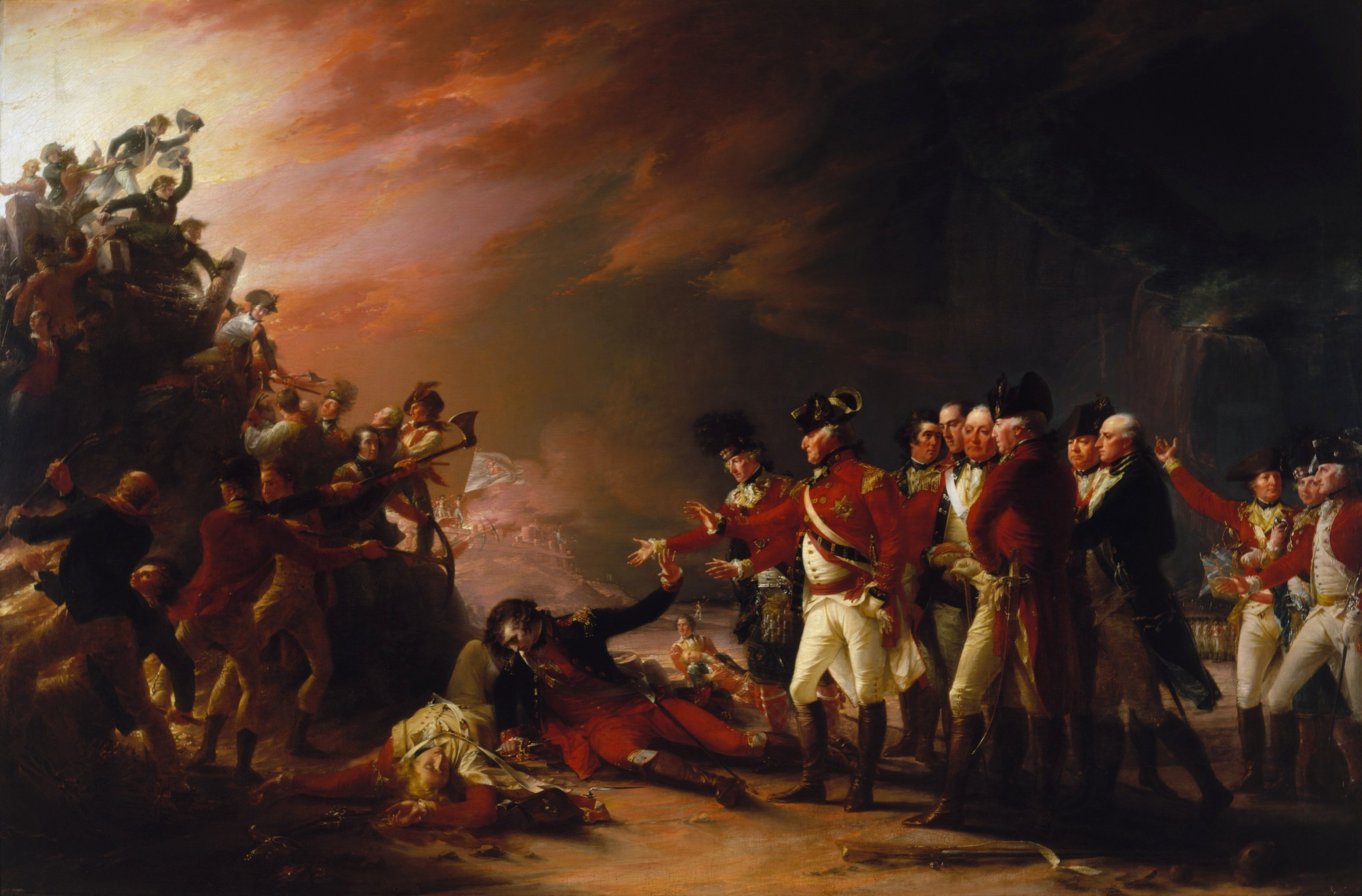
La sortita della guarnigione di Gibilterra, olio su tela di John Trumbull (1789). George Eliott cerca di aiutare José Barboza, il capitano dell'artiglieria spagnola, dopo i danni provocati alla batteria

A novembre, gli assedianti completarono la costruzione di un avamposto, chiamato San Carlos e, in parallelo, i lavori al forte di San Felipe nell'area orientale, con la capacità di sparare alle porte di Gibilterra. Avvertito del pericolo della nuova postazione spagnola, George Eliott allestì un'offensiva contro di essa con l'obiettivo di smantellarla. Nella notte del 26 novembre, 2 000 uomini divisi in tre colonne lasciarono Gibilterra; l'ala destra era comandata dal tenente colonnello Trigge, quella di sinistra dal tenente colonnello Hugo e la centrale dal tenente colonnello Dechenhaussen, mentre il brigadiere Ross supervisionava la spedizione.
Approfittando dell'oscurità, le truppe avanzarono attraverso la zona neutra, fino a trovarsi faccia a faccia con le sentinelle della cosiddetta linea di contravallazione (o demarcazione). Il tenente colonnello Hugo ordinò un'avanzata rapida su San Carlos, mentre i moschettieri aprivano il fuoco sui nemici inermi e impreparati a controbattere. L'attacco si rivelò devastante e, non appena gli inglesi raggiunsero la batteria, diedero fuoco ai rifornimenti. Mentre si assicuravano le posizioni, gli zappatori che accompagnavano la spedizione smantellarono le costruzioni. Molti dei genieri e dei soldati nella posizione rimasero feriti quando una parte delle scorte di polvere da sparo che erano nel magazzino di San Carlos scoppiò improvvisamente.
Ben presto, l'area acquisita fu data alle fiamme e gli uomini di Ross riuscirono a riportare un grande successo prima di tornare in città. I danni agli avamposti spagnoli risultarono considerevoli, se si tiene conto di quanto tempo venne investito per costruirli sotto il fuoco delle batterie a nord della roccaforte e quanto velocemente erano andati perduti.

## Le batterie galleggianti
All'avvicinarsi del 1782, il comando iberico capì che il blocco marittimo posto in essere si dimostrava insufficiente e decise di prendere nuove misure per espugnare Gibilterra. Luis Berton de Balbe de Quiers, duca di Crillón, fu posto a capo dell'esercito assediante come "Comandante di terra e di mare" (Comandante de Tierra y Mar) al fianco dell'ammiraglio Ventura Moreno Zavala, che comandava la flotta in qualità di "Comandante generale della marina" (Comandante General de la Marina). L'ingegnere francese Jean Le Michaud d'Arçon, con l'appoggio della corte spagnola, escogitò un nuovo piano di assalto marittimo alla città basato sull'utilizzo di batterie galleggianti, le quali avevano la funzione di bombardare la parte che dava verso il mare della roccaforte. Il piano fu presentato al consiglio della marina, riunitasi per l'occasione ad Algeciras.
Le batterie galleggianti erano di fatto zatteroni che offrivano un'enorme superficie ai numerosi occupanti che la presidiavano: essendo l'acqua di mare praticamente subito sotto, si scongiurava il rischio di danni provocati alle normali imbarcazioni dai "proiettili rossi", ovvero palle di cannone arroventate prima di essere lanciate e capaci di generare incendi con facilità. Il piano era quello di far avvicinare gradualmente le batterie alla città, per poi ancorare e formare un cordone continuo davanti alle mura a mo' di fortezza. Dopo aver reso inagibili le batterie britanniche, 2 000 lance avrebbero dovuto respingere le truppe di fanteria in città fino a farle capitolare. Nel febbraio 1782, il re di Spagna approvò la costruzione di queste batterie, nonostante molti ingegneri avessero raccomandato di non realizzare il progetto, ritenendolo chimerico e troppo arzigogolato. Tre mesi più tardi, fu avviata la costruzione nei cantieri militari di Algeciras e Cadice.
Durante la costruzione delle batterie galleggianti, sulla sezione settentrionale della scogliera, erano in corso lavori per elevare diverse piattaforme di obici e batterie provvisorie nei pressi dell'area denominata La Laguna, tra la linea di contravvalazione e il porte della città. Avvertiti dei movimenti che stavano accadendo a el Campo, Gibilterra fortificò tutte le piattaforme di artiglieria esistenti e costruì numerosi cunicoli e passaggi nascosti che collegavano tutte le batterie della zona.
A partire da maggio, le azioni di bombardamento ripresero sia dal lato britannico che da quello spagnolo. In quel momento del conflitto, si contavano già molti edifici distrutti dentro le mura o che rischiavano seriamente di crollare. Il 17 maggio, il fuoco nemico colpì la sinagoga locale e gli edifici circostanti. In questi giorni, gli ingegneri britannici stavano riparando le batterie di Upper Rock, ovvero le più danneggiate.
Alla fine di agosto, le batterie galleggianti risultavano terminate: esse si componevano di cinque strutture principali legate da una fitta serie di ponti, supervisionati rispettivamente dai vari comandanti impegnati sul campo di battaglia. Il 13 settembre del 1782 le batterie furono rimorchiate nella loro posizione e, sotto lo sguardo attento di Luis de Córdova, giunsero negli immediati pressi della roccaforte, nello specifico vicino al Baluarte del Rey. Le navi erano disposte su due file: le batterie composte da due ponti erano davanti, quelle composte da un unico ponte dietro. Non appena le batterie furono ancorate, ebbe inizio il bombardamento, senza però arrecare gravi danni.

### La battaglia del 13 settembre 1782

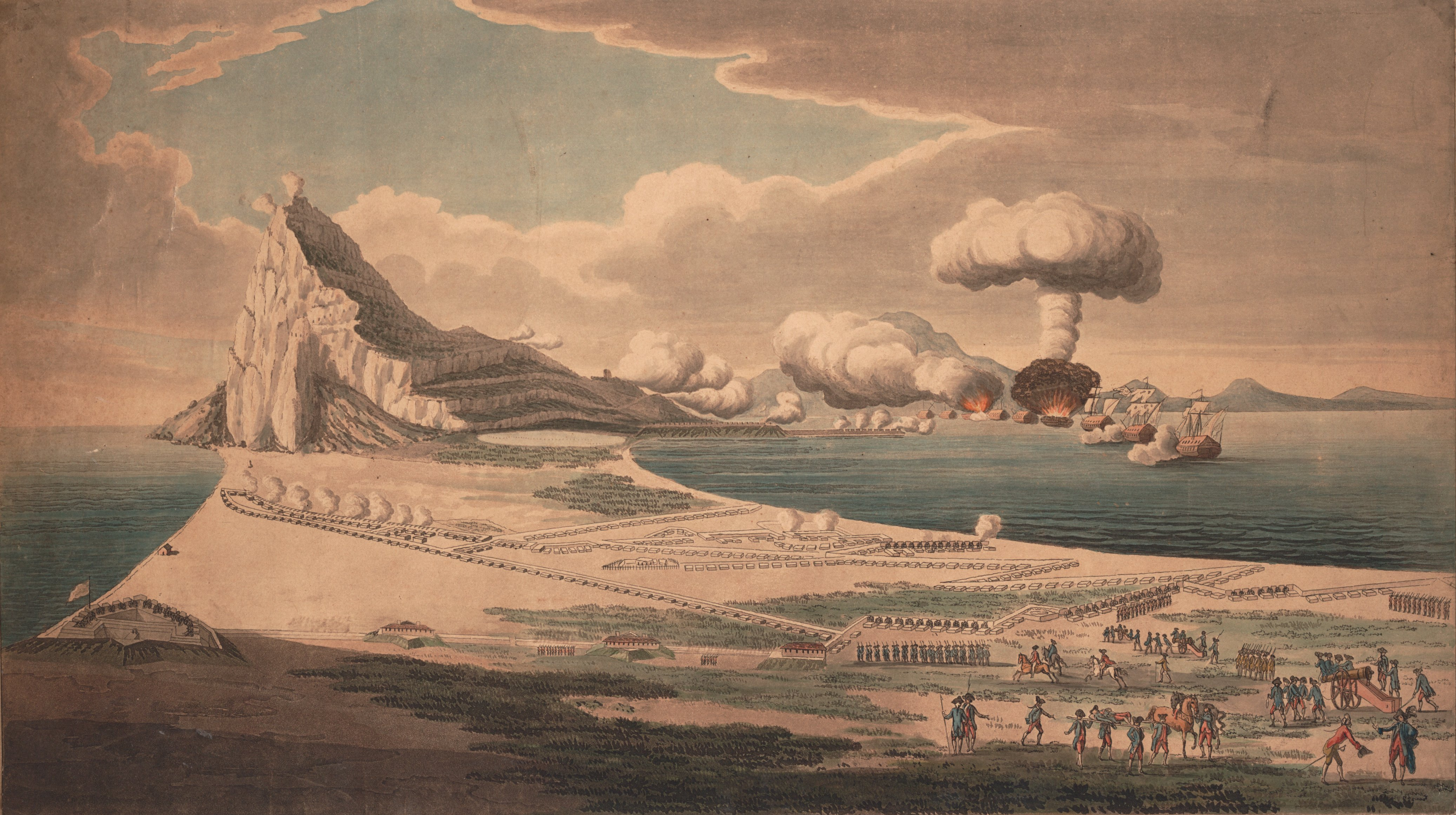
L'esplosione della Pastora, una delle batterie galleggianti, acquerello di autore ignoto

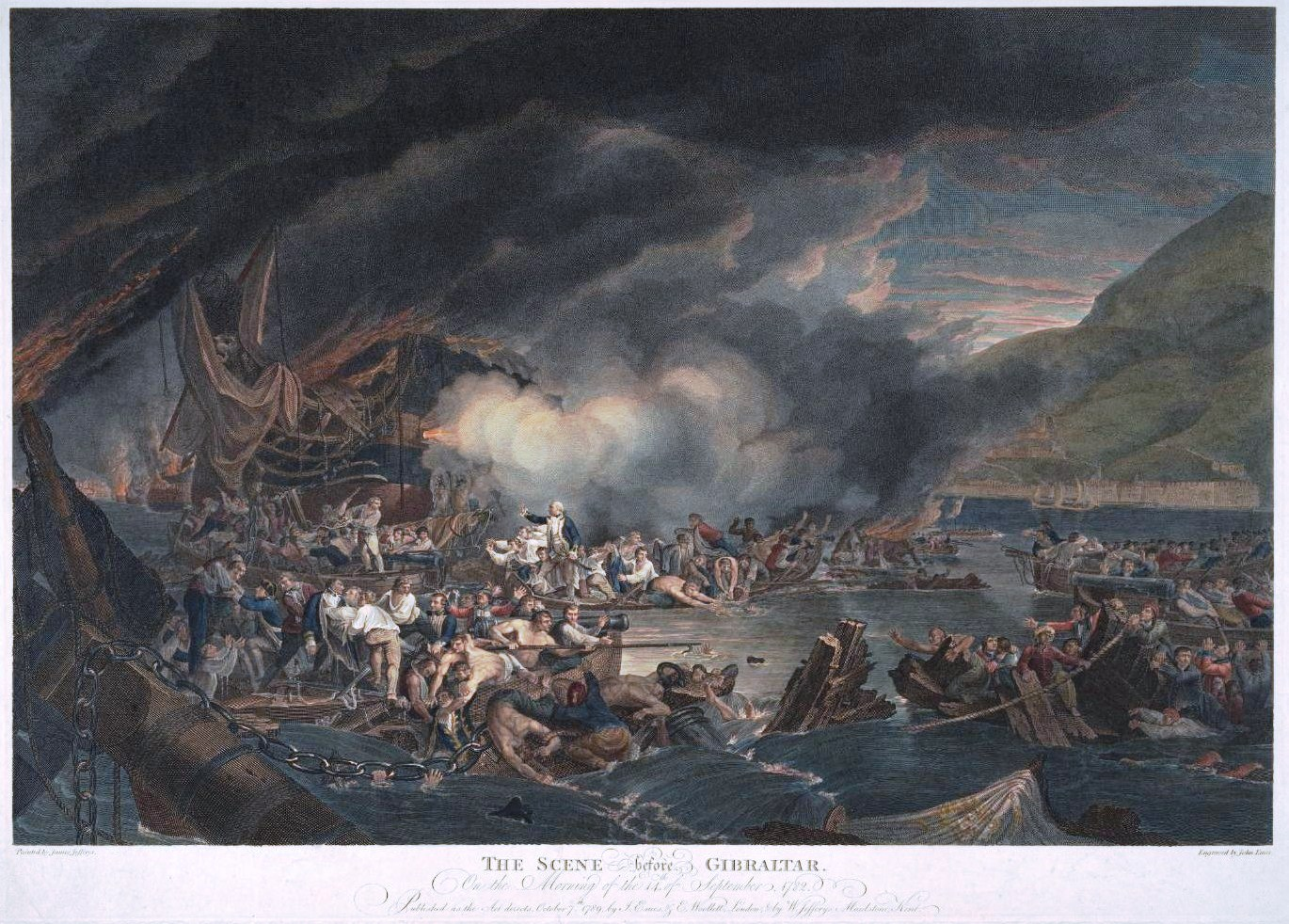
Gibilterra la mattina del 14 settembre 1782, opera di James Jefferys che mostra l'arrivo dei feriti dalle batterie galleggianti a Gibilterra

Alle 10:25 in poi del 13 settembre, la sequela di obici stazionati sull'istmo in mano agli iberici, le cannoniere e le dieci batterie galleggianti cominciarono in contemporanea ad aprire il fuoco su Gibilterra con un'inverosimile intensità. Dall'avamposto risposero tutte le guarnigioni presenti e, dalle 12 del mattino, tutti i pezzi di artiglieria impiegarono le palle incendiarie nei cannoni, nella speranza che le batterie galleggianti non fossero, come girava voce, ignifughe. In totale, le dieci batterie galleggianti disponevano di 142 cannoni in linea e di un equipaggio di 5 260 uomini. Per tutta la mattinata, l'incendio tra la cittadella e le batterie proseguì fino a quando, alle 5 del pomeriggio, divamparono delle fiamme sulla batteria galleggiante Talla Piedra (ognuna di esse aveva una sua denominazione), causate proprio da un proiettile di cannone arroventato. Poco dopo, i collegamenti con il resto delle piattaforme si ruppero e, in seguito, i danni intaccarono anche la Pastora e la San Cristóbal. L'esplosione delle tre batterie ebbe un effetto a cascata: la Paula primera cominciò a bruciare a seguito della detonazione delle precedenti, generando ancor più roghi. Convinto che presto sarebbero finiti carbonizzati o che potessero cadere nelle mani del nemico, il generale Moreno ordinò di tagliare tutte le giunture tra le varie batterie. La situazione era tuttavia così caotica e confusa che molti degli occupanti non ebbero il tempo di rimuoverle e vennero sferzati via dai proiettili nemici o per altre concause. Altri ancora, nel tentativo di sfuggire alla propagazione delle fiamme, optarono per gettarsi in acqua, incluso il noto scrittore José Cadalso. Commosso dal tremendo massacro che stava avvenendo, il brigadiere della marina britannica Roger Curtis ordinò a diverse imbarcazioni di avvicinarsi ai naufraghi, mettendo così in salvo per poi portarli in città circa 500 uomini. Il 14, un gran numero di cadaveri fu trasportato dalle onde sulle spiagge della baia; si stima che più di 2 000 uomini morirono sulle piattaforme delle batterie galleggianti e nella flottiglia al loro seguito.
L'ingegnere D'Arzon giudicò la sconfitta dovuta a un insieme di motivazioni: la costruzione delle batterie, guasti nel sistema di circolazione dell'acqua che avrebbero dovuto prevenire i danni causati dai proiettili infuocati, mai invero testati neanche contro le navi, e divergenze nella disposizione ipotizzata dal francese. In merito a quest'ultimo punto, La Talla e La Pastora resistettero alla maggior parte del fuoco nemico, ma erano troppo lontane dal molo nord, ovvero il punto più fragile della fortificazione.
Il disastro delle batterie galleggianti si rivelò un duro colpo per l'esercito assediante: a Gibilterra, invece, si diffuse entusiasmo a seguito della distruzione di quelle macchine da guerra benché, nonostante la disfatta, avessero causato gravi danni alle fortificazioni e numerosi morti tra i difensori.

## Prosecuzione dell'assedio

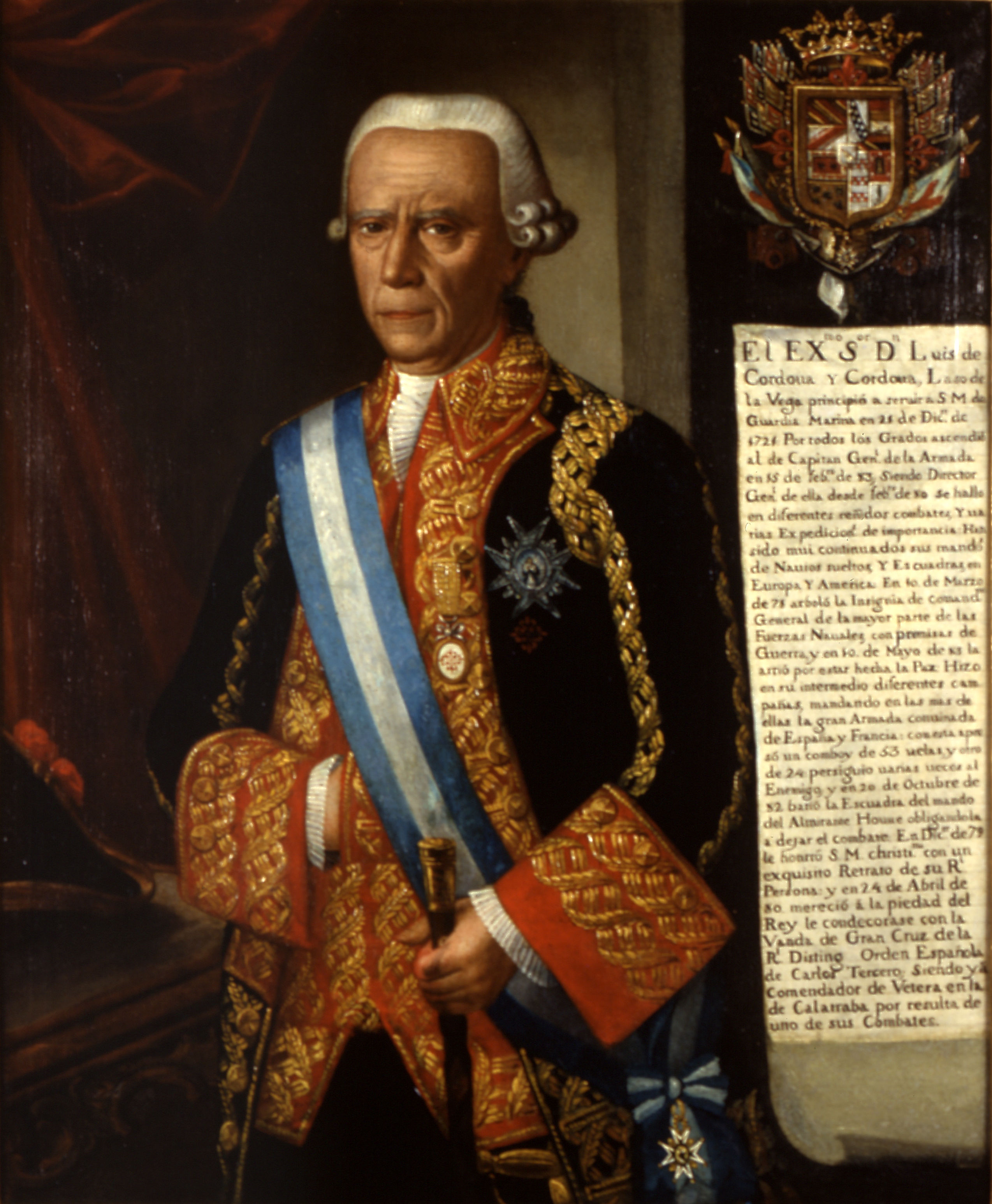
Durante l'assedio di Gibilterra, Luis de Córdova comandò la flotta spagnola ancorata nella baia di Algeciras

Nonostante tutto, lo stato di assedio di Gibilterra permase e la controparte spagnola si decise di continuare il blocco marittimo per impedire l'arrivo di rifornimenti. Il 10 ottobre le tempeste fecero perdere la rotta alla nave San Miguel, che si avvicinò troppo alle coste e lì vi si arenò. La penuria di viveri affrontata all'interno delle mura della roccaforte dovette essere sopperita con il tempestivo arrivo dell'ammiraglio Richard Howe. La sua guarnigione fu avvistata il 12 ottobre, ma il forte vento la costrinse ad allontanarsi dallo stretto sulla strada per Marbella senza poter scaricare gli approvvigionamenti. Il giorno dopo, la squadra spagnola al comando di Luis de Córdova lasciò la baia di Algeciras allo scopo di intercettarla. Una manovra dell'ammiraglio inglese permise alla flottiglia di viaggiare più velocemente e di rifugiarsi nella baia di Tétouan, lasciando lì una discreta percentuale del carico totale da consegnare. In seguito, essa giunse a Cadice, dove fu finalmente avvistata dalla squadra spagnola. Dopo piccole scaramucce (più di ogni altra la battaglia di Capo Spartel del 19 ottobre 1782), la flotta inglese fece rotta per Lisbona e gli iberici decisero di non seguirla. Nel frattempo, le navi da trasporto rimaste a Tétouan erano comunque approdate a Gibilterra il 15 ottobre con il cibo necessario.
In quei giorni, le batterie degli assedianti stavano ancora bersagliando le mura della porta settentrionale di Gibilterra, senza realmente farvi breccia. Le nuove fortificazioni britanniche ai piedi del cocuzzolo impedirono anche i lavori nelle trincee e, di conseguenza, la corretta riparazione delle batterie d'assalto. Le strutture difensive scavate nella roccia su idea del sergente maggiore Ince nel 1782 iniziarono ad essere costruite il 25 maggio di quello stesso anno. I primi lavori miravano a scavare cunicoli finalizzati a migliorare la comunicazione tra le batterie sul fianco della montagna senza che dall'esterno risultassero visibili. I problemi di ventilazione sorti durante la sua costruzione, costrinsero gli operai ad aprire delle aperture, in cui presto ci si rese conto che potevano essere posizionati dei cannoni. La Windsor Gallery, la prima ad essere completata e divenuta operativa nel febbraio dell'anno successivo, disponeva di quattro postazioni ed era lunga 113 m. Seguì poi lo scavo di altri due cunicoli, il King's line e la Queen's line.

## Cessazione delle ostilità
Mentre le ostilità continuavano a Gibilterra, furono ancora una volta avviati negoziati tra Gran Bretagna, Spagna e Francia, allo scopo di porre fine al conflitto. Le richieste del re spagnolo prevedevano sempre il ritorno di Gibilterra, mettendo altresì sul tavolo la possibilità di effettuare scambi con alcuni possedimenti d'oltremare: la Francia avrebbe dovuto cedere Martinica e Guadalupa alla Gran Bretagna, mentre la Spagna avrebbe ceduto alla Francia in compenso Santo Domingo. Tuttavia, si stavano preparando campagne militari congiunte su iniziativa della Spagna e della Francia per conquistare l'isola della Giamaica ai danni degli inglesi, reclutando a tale scopo 40 000 soldati da stipare in 70 imbarcazioni. Di fronte all'imminente minaccia ai suoi possedimenti americani, il 30 gennaio 1783 la Gran Bretagna dichiarò al re spagnolo di essere pronta a riprendere i negoziati. Il 3 settembre del medesimo anno vide la luce il trattato di Parigi, ai sensi del quale la Gran Bretagna riconosceva l'autorità della Spagna sull'isola di Minorca, riconquistata poco prima, sull'intera Florida e su parte di Honduras e Campeche. Il trattato non faceva però riferimento alla cessione di Gibilterra: ciò malgrado, appena furono firmati gli accordi preliminari, le parti impegnate nei combattimenti promisero di cessare gli scontri nella parte settentrionale dello stretto.